# Phymorhynchus wareni
Phymorhynchus wareni é uma espécie de gastrópode do gênero Phymorhynchus, pertencente a família Raphitomidae.